# (10498) Bobgent
(10498) Bobgent (1986 RG3) – planetoida z grupy pasa głównego asteroid okrążająca Słońce w ciągu 3,46 lat w średniej odległości 2,29 j.a. Odkryta 11 września 1986 roku.